# Gueonim
Pour les articles homonymes, voir Gaon.
Les Gueonim, Gaonim ou ghe'onim (hébreu: גאונים, sing. Gaon גאון) sont, au sens strict, les autorités juives halakhiques faisant suite aux Savoraïm (Sages qui avaient fixé le Talmud de Babylone), et rashei yeshiva (directeurs) des deux grandes académies talmudiques de Babylonie, Soura et Poumbedita. Le titre pourrait cependant avoir été antérieur, et fut revendiqué par les dirigeants de la Yeshiva en terre d'Israël.
Le premier Gaon fut, selon la lettre de Sherira Gaon, Hanan d'Iskiya qui rouvrit la yeshiva de Poumbedita en 589 (4349 dans le calendrier hébraïque). On considère traditionnellement le décès de Haï Gaon, en 1038 (4798 dans le calendrier hébraïque), comme clôturant la période gaonique, bien qu'une académie talmudique ait subsisté à Bagdad. Comme cette période coïncide de près avec la première ère de domination musulmane du Moyen-Orient, certains historiens modernes étendent la période au XIIe siècle, date effective de la fin de ladite domination musulmane.
Au cours de cette période, le Talmud de Babylone est érigé en norme, au terme d'une lutte âpre entre le puissant centre babylonien et l'antique centre palestinien du judaïsme ; les Gueonim de Babylone développent la littérature des responsa et décrètent des taqqanot (règles, mises au point) sur des sujets pour lesquelles aucune règle n'avait été établie du temps de leurs prédécesseurs, assurant la direction spirituelle de la diaspora juive dans sa quasi-entièreté ; l'école de Tibériade impose sa version du texte massorétique, mais la vocalisation tibérienne de l'hébreu se perd ; le caraïsme, un courant contestant la tradition rabbinique se lève, et prône un retour à la terre d'Israël, en vue de hâter la venue du Messie ; le judéo-araméen cède le pas au judéo-arabe, à la suite de quoi une littérature judéo-arabe, fortement influencée par la culture musulmane, se développe et aborde des sujets extérieurs à la tradition, dont la poésie et la philosophie ; les premiers livres de prière sont élaborés ; la communauté juive établie en terre d'Israël est massacrée, et le centre d'études détruit, au cours de la Première Croisade, qui ensanglante également le judaïsme européen.

## Les débuts du gaonat
Bien que le titre de « gaon, » plus exactement « resh metivta gaon Ya'aqov »  (scholarque fierté de Jacob, d'après Ps. 47:5), soit généralement associé aux directeurs des académies talmudiques babyloniennes de Soura et Poumbedita, on ignore à quel moment il entre en usage. Le Sifri (midrash sur le Lévitique de la période tannaïtique) l'attribue, au détour d'une exégèse, aux Tannaïm. Sherira, sur le témoignage duquel est basé la séquence exacte des Gueonim, le considère également comme un titre ancien, et appelle Rav Achi (l'Amora qui amorça la compilation du Talmud de Babylone) « Gaon de Mata Meḥassya » . Cependant, Sherira lui-même ne commence à utiliser le titre de façon conséquente que vers la fin du VIe siècle, « à la fin de la domination persane, » lorsque les écoles de Soura et Poumbedita reprennent leurs activités, après une période d'interruption lors des persécutions de Hormizd IV.
Il est donc justifié de faire débuter l'ère des Gueonim à cette date, d'autant plus que la période des Savoraïm ne peut être étendue jusqu'à 689, comme le pense Abraham ibn Dawd dans son Sefer haḲabbalah. Selon une vieille déclaration assez bien authentifiée, Rav 'Ina et Rav Simouna, qui vécurent dans le premier tiers du VIe siècle, étaient les derniers Savoraïm. L'intervalle entre cette date et celle de la réouverture des écoles, peut être inclus dans la période des Savoraïm, et la période des Gueonim débute en 589, lorsque Mar Rav Ḥanan d'Isḳiya devint gaon de Poumbedita. Le premier gaon de Soura fut, selon Sherira, Mar Rav Mar, qui prit son poste en 609.
Le titre de Gaon est également repris, à une date indéterminée, par les scholarques de l'académie en terre d'Israël, dont la principale s'appelle d'ailleurs Gaon Ya'aqov. Les Gueonim de Babylonie s'adresseront cependant toujours à eux sous le titre de Rosh HaYeshiva ou 'Rosh Haḥavoura, leur refusant donc ce titre.

## Fonctions des Gueonim
Les Gueonim babyloniens furent avant tout des scholarques, c'est-à-dire les directeurs des académies talmudiques, qui existaient déjà au temps de leurs prédécesseurs, les Amoraïm et Savoraïm. Ils entendaient poursuivre leur activité d'éducation du peuple juif. Cependant, si les Amoraïm avaient, par leur interprétation de la Mishna, élaboré le Talmud de Babylone, et que les Savoraïm lui avaient donné sa forme définitive, les Gueonim ne pouvaient plus, sauf cas extrêmement exceptionnels, ajouter à cet édifice ou le modifier.
Ils firent donc du Talmud un sujet d'étude et d'instruction, sur lequel il était indispensable de s'appuyer pour rendre des décisions religio-légales. Seuls les cas où la situation ne se prête plus aux enseignements du Talmud, peuvent donner lieu à des arrêts non conformes au Talmud : Mar Rav Houna, Gaon de Soura et Mar Rav Rabba de Poumbedita (aux alentours de 670) en donnent un exemple dans le cas d'une épouse réfractaire, leur arrêt étant plus indulgent que les prescriptions talmudiques. 
Une part de plus en plus importante de l'activité des Gueonim est dévolue à la résolution de questions envoyées dans leurs académies. Si les responsa sont, jusqu'en 750, généralement concis et spécifiques (car les questions sont posées par des gens familiarisés avec le Talmud, habitant relativement près de la Babylonie, et pouvant s'y rendre au cas où un sujet serait particulièrement complexe), les responsa postérieurs à la première moitié du IXe siècle se font plus discursifs, atteignant parfois la taille de véritables traités. Ils fournissent des réponses à des communautés éloignées du centre babylonien, peu au fait du Talmud et dans l'incapacité de se rendre dans les académies. Les réponses sont donc de véritables essais sur des thèmes talmudiques, en constituent les premiers commentaires, bien que peu organisés. Les Gueonim ne se limitent pas à la Mishna et au Talmud, incluant souvent dans leur réflexion l'opinion de Gueonim antérieurs, dont ils jugent l'autorité établie. Les sujets se diversifient: Ẓemaḥ ben Palṭoï rédige le premier dictionnaire talmudique, Amram Gaon fournit aux Juifs d'Espagne le premier rituel de prières organisé, Sherira Gaon retrace non seulement l'élaboration de la Mishna et du Talmud, mais aussi l'histoire de cette période.
Ces changements semblent moins dus aux Gueonim eux-mêmes qu'au contexte historique : la Babylonie est devenue la capitale de l'empire abbasside, dont les califes se montrent tolérants envers les minorités non-musulmanes et bons administrateurs. La prospérité qui s'ensuit rejaillit alors sur les académies et leurs directeurs.
Des décrets de ce genre étaient promulgués conjointement par les deux académies, qui firent aussi cause commune dans la controverse avec Ben Meïr au sujet de sa réforme du calendrier juif.

Comme les académies de Soura et de Poumbedita sont également investies d'une autorité judiciaire, les Gueonim officient simultanément en tant que juges suprêmes. L'organisation des académies rappelle en effet celle de l'ancien Sanhédrin: les responsa des Gueonim mentionnent les membres de l'école comme appartenant au « grand Sanhédrin » ou au « petit Sanhédrin, » et le second du Gaon est appelé av beit din.

## Contexte historique
La période des Gueonim peut être divisée en deux époques, selon la nature des travaux qui nous en sont parvenus. La première époque, qui s'étend environ jusqu'à 750 EC, et se passe sous le régime des Omeyyades, est définie comme celle pendant laquelle seuls des responsa épars sont rédigés, tandis que la seconde, de 750 à 1050 EC, sous la domination abbasside, se caractérise par une relative abondance de livres, le judaïsme babylonien bénéficiant indirectement de l'installation de la capitale des Abbassides à Bagdad.
Pour des raisons pratiques et théologiques, il est autorisé aux Juifs de s'auto-administrer en tant que minorité « protégée. » L'exilarque, d'ascendance davidique supposée, est reçu avec grande pompe à la cour des califes. Il s'entoure de Nessi'im, qui administrent les affaires publiques, des Gueonim, qui occupent la fonction législative et judiciaire, et de banquiers juifs influents à la cour, comme la famille Netira. Ils manient en outre la possibilité d'excommunier les membres ne se pliant pas à leur autorité.
Le nombre d'académies se réduit progressivement à deux: la yeshiva de Firouz Shabour est incluse dans celle de Nehardea, elle-même étant fermée après la mort de Yitzhaq Gaon, contemporain d'Ali ibn Abi Talib, pour être transférée à Poumbedita. La yeshiva de Soura, premier centre d'études talmudiques majeur de Babylonie, conserve sa prédominance sur Poumbedita. 
L'autorité des Gueonim, bien qu'étendue, n'est pas universelle: d'une part, les Juifs demeurés en terre d'Israël, desquels dépendent les communautés syriennes et égyptiennes, conservent leur indépendance, tant vis-à-vis de l'exilarque que des Gueonim, s'appuyant sur le Talmud de Jérusalem; de l'autre, ils sont contestés, en tant que tenants d'une tradition fausse, par les adeptes du karaïsme, un courant scripturaliste émergé au VIIIe siècle sous la houle d'Anan ben David, doté de ses propres institutions, et dont l'influence ne cesse de s'étendre dans le monde juif, jusqu'à la venue de Saadia ben Joseph, deux siècles plus tard.
C'est au cours de la période des Gueonim, bien que pas nécessairement à Babylone, que sont achevées des œuvres majeures du judaïsme, parmi lesquels une part importante de la littérature midrashique, la messora, le niqqoud, la cantillation, les anciens ouvrages kabbalistiques comme le Sefer Yetzira ou les Heikhalot, sans compter les réalisations des Gueonim eux-mêmes.

## Travaux des Gueonim
À l'exception notable de Saadia Gaon, et des Gueonim après lui, la majeure partie de l'activité littéraire des Gueonim porte sur la détermination de la Loi et, plus accessoirement, de la liturgie juives. La forme privilégiée des Gueonim est le responsum, une épître plus ou moins longue envoyée en réponse à la question d'une communauté éloignée.
Si les Gueonim n'ont pas inventé le genre du responsum, ils l'ont à tout le moins fortement popularisé, pour plusieurs raisons:
- le besoin de répondre à des communautés distantes, et connaissant peu le Talmud,
- la nécessité, face aux attaques des Karaïtes contre le Talmud, de donner une réponse claire et exclure les tentatives alternatives et objections.
- le besoin de financer leurs académies, les questions s'accompagnant souvent de dons monétaires.

Les responsa jouent également un rôle séminal dans l'histoire du judaïsme: en 757, le gaon Yehouda ben Naḥman de Soura rédige un responsum aux Juifs résidant en terre d'Israël pour leur proposer d'adopter l'usage babylonien, mais ceux-ci refusent; vers 810, Pirkoï ben Baboï cherche à en faire autant avec les Juifs d'Afrique du Nord et, une trentaine d'années plus tard, Paltoï bar Abaye envoie aux communautés espagnoles le Talmud de Babylone agrémenté de ses propres commentaires. Il s'agit là des symptômes de la concurrence entre gueonim babyloniens, appuyés sur le Talmud de Babylone et tentant de faire de Babylone le centre fixe du judaïsme, et la Yeshiva d'Eretz Israël, centre historique du judaïsme, basée sur le Talmud de Jérusalem. Les académies babyloniennes possédant une sphère d'influence beaucoup plus grande que celle de Palestine, qui n'influe que sur la terre d'Israël, la Syrie, le Liban et l'Égypte, elles finissent par imposer au Xe siècle leurs lectures religieuses et l'usage du Talmud de Babylone, devenu dominant, sauf dans le périmètre de la Yeshiva palestinienne proprement dit. L'un des derniers épisodes de cette rivalité est la controverse du calendrier, opposant Aaron ben Meïr aux gueonim et à l'exilarque babyloniens, soutenus par Saadia ben Joseph. Ce dernier parvient à arracher à la Yeshiva d'Eretz Israël le monopole de fixation de la date de la Pâque. L'ancien conflit, et la victoire des Gueonim se lit donc encore aujourd'hui dans l'usage majoritaire du Talmud de Babylone.
Certains responsa ont survécu dans leur forme originelle; d'autres ne sont plus connus que par leurs citations dans d'autres travaux, ou par des fragments retrouvés dans la Gueniza du Caire.
Ces responsa seront collectés et publiés sous forme de livres, notamment:
- Halakhot Pesoukot min haGueonim (Constantinople 1516)
- Sheelot ouTeshouvot mehaGueonim (Constantinople 1575)
- Shaare Tzedek, édité par Nissim ben Hayyim (Salonique 1792), le livre contient 533 responsa arrangés selon le sujet, avec un index de l'éditeurr
- Teshouvot HaGueonim, ed. Mussafia: Lyck 1864
- Teshouvot haGueonim avec le commentaire Iyye ha-Yam de Israel Moses Hazzan (Livourne 1869)
- Shaare Teshouva ha-Shalem, ed. Leiter
- Teshouvot Gueonei Mizra'h ou-Ma'arav, ed. Mueller: Berlin 1888
- Lewin, B. M., Otzar ha-Gueonim: Thesaurus des responsa gaoniques et commentaires, en suivant l'ordre des traités talmudiques (13 vols; Haifa 1928)
- Assaf, Simhah, Teshouvot haGueonim: Jérusalem 1929.

Deux ouvrages se singularisent dans le domaine de la Halakha, en ce qu'il s'agit de compilations de décisions, voire de tentatives de classification :
- les She'ïltot d'Aḥaï Gaon.
- les Halakhot Guedolot, de Shimon Kayyara (en).

Cependant, les productions littéraires les plus notables sont celles de Saadia Gaon: ayant compris que l'exergue placée sur un enseignement halakhique basé sur la tradition orale était inutile face aux karaïtes qui, par définition, ne la respectaient pas, il entreprend de démontrer les faiblesses de raisonnement sur leur propre terrain: il rédige le premier commentaire rabbinique de la Bible connu, dans lequel il entend démontrer que la Bible ne peut se comprendre sans la tradition; ce commentaire, qui se veut concentré sur le sens simple des versets et la grammaire, réfute souvent les interprétations, tant exégétiques que halakhiques, des adversaires de la tradition. Les karaïtes se piquant de maîtriser l'hébreu, il entreprend de systématiser l'étude de la grammaire. Comme ses adversaires parlent au nom de la raison, il les affronte également sur le terrain de la philosophie. Il publie aussi des pamphlets contre le karaïsme, son fondateur, ou certaines de leurs opinions, notamment sur la fixation du calendrier hébreu. Ce faisant, il vise en outre à rapprocher les Juifs, arabisés pour la plupart, du judaïsme, en démontrant sa compatibilité avec la raison et la spéculation. 
Il ne néglige pas pour autant l'enseignement du Talmud et de la Halakha, mais là aussi, ses responsa et livrets sont beaucoup plus systématiques que ceux de ses prédécesseurs.
Les Gueonim ultérieurs, bien que ne possédant pas une production aussi étendue, diversifient également leurs sujets.

## Scholarques et exilarques
Le Gaon est, en théorie, totalement indépendant de l'exilarque, bien que les Gueonim des deux académies, ainsi que les autres membres éminents, soient tenus de lui rendre hommage, lors d'une cérémonie appelée Kalla Rabba (la « Grande Assemblée »).
Certains décrets particulièrement importants doivent être signés par les deux Gueonim et porter le sceau de l'exilarque, comme c'est le cas par exemple de la controverse du calendrier, qui opposa le judaïsme de Babylone à Aaron ben Meïr. Les Gueonim sont également habilités à examiner les documents et décisions provenant de la cour de l'exilarque.
En pratique, cependant, scholarques et exilarques en viennent avec le temps, particulièrement sous la dynastie abbasside, à entrer en concurrence, voire en conflit: les Gueonim, « parfois soutenus par les banquiers de la cour, montent en puissance. Certes, la fonction de rosh ha-gola perdure, mis l'essentiel de ses fonctions séculières passe désormais aux ghe'onim. » On assistera même à la destitution d'exilarques, comme celle de Mar 'Ukba, orchestrée par le gaon Cohen Tzedek et ses partisans. En conséquence, les exilarques auront tendance à s'entourer de Gueonim leur étant dévoués, voire à nommer des contre-Gueonim lorsque le Gaon se fait trop gênant.
L'élection d'un gaon se fait généralement par le collège de l'académie, en consultation avec le Gaon de l'académie concurrente, les Sages de l'académie même, puis l'exilarque. La décision doit être entérinée par le calife régnant. Le candidat est généralement choisi pour ses compétences, son ancienneté, parfois sa lignée, comme c'est le cas de Sherira Gaon, dont le père, Hanina, et le grand-père, Yehouda, avaient officié à ce poste, et à qui succède ensuite son fils, Haï. Il arrive toutefois que l'exilarque désigne de lui-même un individu selon des critères personnels; par exemple, les gueonim Mar Rav Samuel et Rav Yehoudaï de Soura, ainsi que Rav Naṭroï Kahana de Poumbedita, ont été nommés par l'exilarque Salomon ben Ḥisdaï. Inversement, et bien qu'il porte le nom de gaon, Aḥaï Gaon n'aura jamais été élevé à la dignité de Gaon, au vu d'un désaccord avec l'exilarque. 
Comme les conflits entre l'autorité temporelle et l'académie ne sont pas rares, il n'est pas inhabituel de voir, comme au temps de Mar Cohen Tzedek de Poumbedita, une académie régie par deux directeurs, le Rav Mevasser ben Qimoï en l'occurrence. Bien que les versions de Nathan HaBavli et de Sherira Gaon se contredisent quant à savoir lequel avait été désigné par l'exilarque et lequel avait été élu par le collège, la rivalité entre ces maîtres prouve l'ingérence de l'exilarque en la matière; la version de Sherira semble par ailleurs plus à même d'expliquer la docilité de Cohen Tzedek, qui appuiera ultérieurement David ben Zakkaï en toute circonstance. Cette situation n'était pas sans précédent, puisqu'un av beit din de Poumbedita, Joseph ben Ḥiyya, nommé contre-gaon d'Abraham ben Sherira, est loué par Sherira pour avoir volontairement renoncé à son poste, afin de ne pas perpétuer la division dans le peuple; et le fils de ce même Joseph, devenu lui aussi Gaon, aura également un contre-gaon.
Le conflit opposant Saadia Gaon à David ben Zakkaï est à ce titre singulier, les deux s'étant mutuellement déposés, et ayant chacun désigné un successeur. La communauté babylonienne vécut dans cet état de faits jusqu'au renversement du calife Al-Muqtadir par son frère Al-Qahir: en effet, le premier, entouré de nombreux vizirs influencés par l'un ou l'autre parti ne parvient pas à rendre sa décision, tandis que le second, ayant besoin d'argent, règle l'affaire en faveur de Ben Zakkaï après avoir reçu une somme de 60 000 zouzim des partisans de ce dernier, et exile Saadia.
À l'exception de ce dernier cas, cependant, il est veillé à ne pas porter atteinte aux intérêts des Gueonim: à la mort de l'un des deux concurrents, l'autre est officiellement et pleinement investi de l'autorité de Gaon.

## Séquence des Gueonim
La liste suivante est basée sur la séquence établie par Sherira Gaon dans son Iggeret. Cependant, les dates sont tirées de Mamlekhet Israël betkoufat HaGueonim, du Prof. Moshe Gil.
| - Rav Mar bar Rav Houna — 591 - Rav Hanania — approx. 610 - Mar Rav Hounaï — approx. 650 - Mar Rav Sheshoua (également appelé Mesharsheya bar Taḥlifa) — 670 - Mar Rav Ḥanina HaCohen de Nehar Peḳod — 689-694 - Mar Rav Nehilaï (Hilaï) Halevi de Naresh — 694-712 - Rav Yaaqov de Nehar Peḳod — 712-730 - Mar Rav Shmouel (descendant d'Amemar) — 730-748 - Mar Rav Mari HaCohen de Nehar Peḳod — 748-756 - Mar Rav Aḥa, auteur des Sheïltot - 756 - Rav Yehoudaï bar Mar Rav Naḥman, auteur des Halakhot Psoukot — 757-761 - Rav Aḥounaï (ou Ahounaï ou Houna) Kahana bar Mar Papa - 761-769 - Mar Rav Ḥaninaï Kahana bar Mar Rav Houna — 769-774 - Rav Mari HaLevi bar Rav Mesharsheya — 774-778 - Rav Bebaï HaLevi bar Mar Rav Abba de Nehar Peḳod — 778-789 - Mar Rav Hilaï bar Mar Rav Mari — 789-798 - Rav Yaaqov HaCohen bar Mar Mordekhaï — 798 - Rav Abimaï (ou Ivomaï ou Ikhomaï), frère de Mar Rav Mordekhaï - Mar Rav Tzadok bar Mar Rav Ashi (ou Iẓḥaḳ bar Ishaï) — 810-812 - Mar Rav Hilaï bar Mar Rav Hanania — 812-816 - Rav Ḳimoï bar Mar Rav Ashi — 816-820 - Rav Moshe (ou Mesharsheya) bar Rav Yaaqov — 820-830 - Kahana bar Mar Yaaqov — 830-832 Deux années sans Gaon - Rav Cohen Ẓedeḳ bar Mar Abimaï — 832-843 - Mar Rav (ou Sar) Shalom bar Mar Rav Boaz — 843-853 - Rav Naṭronaï bar Mar Rav Hilaï Gaon bar Mar Rav Mari — 853-861 - Mar Rav Amram bav Mar Rav Sheshna, auteur du premier siddour — 861-872 - Rav Naḥshon bar Mar Rav Zadok — 872-879 - Rav Ẓemaḥ bar Mar Rav Ḥayyim, frère utérin de Rav Naḥshon — 879-886 - Mar Rav Malka — 886 - Rav Haï bar Mar Rav Naḥshon — 886-896 - Rav Hilaï bar Naṭronaï Gaon — 896-904 - Rav Shalom bar Mar Rav Mishael — 904 - Rav Yaaqov bar Mar Rav Naṭronaï — 911-924 - Rav Yom Ṭov Kahana bar Mar Rav Yaaqov — 924 - Rav Saadia bar Mar Yosseph (de Fayyoum) — 928-942 (nonobstant sa période de destitution entre 928 et 937) - Rav Yosseph bar Rav Yaaqov bar (ou ibn) Saṭya — 930 Fermeture de la yeshiva pendant 45 ans - Mar Rav Ẓemaḥ Ẓedeḳ bar Mar Palṭoï — circa 990-circa 998 - Rav Shmouel HaCohen ben Ḥofni — circa 998-1012 - Rav Dossa — circa 1012-circa 1018 - Rav Israël HaCohen ben Rav Shmouel ben Ḥofni — 1018-1033 - Rav Azaria HaCohen ben Rav Israël ben Rav Shmouel - Rav Yitzhaq, dernier Gaon de Soura. | - Mar Rav Ḥanan d'Isḳiya - 589 - Mar ben Rav Ḥanan d'Isḳiya - Mar Rav Mari bar Rav Dimi - circa 591 - Mar Rav Ḥanina (contemporain de Mahomet) - Mar Rav Ḥana - circa 630 - Mar R. Isaac (établi à Firuz Çapur) - Mar Rav Rabba - à partir de 651 - Mar Rav Bossaï - à partir de 660 - Mar Rav Houna Mari ben Mar Rav Yossef - à partir de 689 - Mar Rav Ḥiyya MeMishan - à partir de 700 - Mar Rav Rabiya - à partir de 710 - Mar Rav Naṭronaï ben Mar Nehemia (aussi appelé Mar Rav Yanqa) - à partir de 719 - Rav Yehouda Gaon - à partir de 730 - Mar Rav Yossef Gaon (appelé Mar Kitnaï) - 739-748 - Rav Shmouel ben Mar Rav Mar (ou Mari) - 748-755 - Rav Natroï Kahan ben b. Mar Aḥnaï, (contemporain et auxiliaire d'Ahaï Gaon) - 755-761 - Mar Rav Abraham Kahana - vers 681 - Rav Dodaï (ou Davidaï) ben Mar Rav Naḥman (frère de Yehoudaï Gaon) - 761-767 - Rav Ḥananya ben Rav Mesharsheya - 767-771 - Rav Malka ben Mar Rav Aḥa - 771-773 - Rav Rabba (Abba) bar Dodaï (ancêtre de Sherira Gaon) - 773-782 - Rav Shinwaï - 782 - Rav Ḥaninaï Kahana (fils de Rav Abraham Kahana) - 782-786 - Mar Rav Huna haLevi ben Mar Isaac - 786-788 - Rav Menashe ben Mar Rav Yosseph - 788-796 - Mar Rav Yeshaiya haLevi ben Mar Rav Abba - 796-798 - Mar Rav Yosseph ben Mar Rav Shila - 798-804 - Mar Rav Kahana, fils de Ḥaninaï Gaon (Rav Ḥaninaï Kahana) - 804-810 - Mar Rav Aboumaï, frère de Ḥaninai Gaon - 810-814 - Mar Rav Yosseph ben Mar Rav Abba - 814-816 - Mar Rav Abraham ben Mar Rav Sherira - 816-828 - Rav Yosseph ben Mar Rav Ḥiyya - 828-833 - Mar Rav Itzhaq ben Mar Rav Hanania (selon certains, Ḥiyya) - 833-839 - Rav Yosseph ben Mar Rav Abba - 839-841 - Rav Palṭoï ben Mar Rav Abaye - 841-858 - Mar Rav Aḥaï Kahana ben Mar Rav Mar - 858 - Rav Menahem ben Mar Rav Yosseph Gaon ben Ḥiyya - 858-860 - Rav Mattithyahou ben Mar Rav Rabbi - 860-869 - Rav Abba ben Mar Rav Ammi ben Shmouel - 869-872 - Mar Rav Ẓemaḥ ben Mar Palṭoï Gaon (auteur du premier 'Aroukh) - 872-889 - Rav Haï ben Rav Mar David - 889-896 - Mar Rav Ḳimoï ben Rav Aḥaï Gaon - 896-905 - Yehoudaï ben Mar Rav Shmouel Resh Kallah - Rav Mevasser Kahana ben Mar Rav Ḳimoï Gaon - 905-917 - Rav Kohen Ẓedeḳ Kahana ben Mar Rav Yosseph - 917-935 - Rav Ẓemaḥ ben Mar R. Kafnaï (selon certains Pappaï) - 935-937 - Mar Rav Hanania ben Mar Rav Yehoudaï Gaon (père de Sherira Gaon) - 937-943 - Rav Aharon ben Mar Rav Yosseph haCohen - 943-960 - Rav Nehemiah ben Mar Rav Kohen Ẓedeḳ - 960-968 - Rav Sherira Gaon, dont l'épître est l'une des seules sources extra-talmudiques des périodes décrites par le Talmud, ainsi que de la période post-talmudique - 968-1006 - Rav Haï Gaon, fils du précédent - 1004-1038. Sa mort est considérée comme la fin de l'ère des Gueonim - Rav Hizkia ben David, descendant de David ben Zakkaï, il aurait, selon la chronique d'Abraham ibn Dawd, cumulé les fonctions de Gaon et d'exilarque jusqu'en 1040, où il aurait été exécuté par les Bouyyides. |

## Disparition desGueonim
L'institution des Gueonim entre en déclin avec celui de l'empire abbasside. Sherira et son fils Haï sont emprisonnés sur ordre du calife Al-Qadir, pour un motif inconnu. Hizkiya Gaon, petit-fils de David ben Zakkaï et successeur de Haï à la tête de Poumbedita est torturé et, selon certains, exécuté par les Bouyides. Selon Graetz, ces évènements surviennent dans le cadre d'une montée du fanatisme religieux musulman, qui ne peut plus tolérer que les Juifs aient leur prince et leur chef.
Abraham ibn Dawd Halevi rapporte une tradition selon laquelle, peu avant la fin de Soura, quatre Sages quittent l'académie babylonienne pour collecter des fonds. Capturés par un amiral andalous, ils sont revendus aux quatre coins de la Méditerranée :
- Shemaria ben Elhanan à Alexandrie puis au Caire
- Houshiel ben Elhanan (950-980) à Kairouan
- Nathan ben Itshaq Cohen à Narbonne
- Moshe ben Hanokh à Cordoue. Il eut comme disciple son fils Hanokh et Joseph ben Itshaq ibn Abitour.

Une lettre autographe de 'Houshiel, découverte dans la Gueniza du Caire par Solomon Schechter, et adressée à Shemaria ben Elhanan, tend à indiquer que ce récit d'ibn Dawd ne constitue qu'un mythe étiologique pour expliquer l'influence grandissante des yeshivot sous la dépendance des « captifs. » Il n'en est pas moins vrai que l'enseignement qu'ils dispensaient était celui des Gueonim.
L'on considère généralement que la période des Gueonim se clôture à la mort de Haï Gaon, en 1038. Le titre de Gaon ne disparait cependant pas immédiatement en Babylonie: il désigne désormais aux directeurs de l'académie de Bagdad, qui n'ont cependant pratiquement plus de rôle à jouer dans la vie juive, sinon au niveau régional:
- Rav Yitzhaq ben Soukhri — vers 1070
- Rav Ali (ou Eli) — jusqu'aux environs de 1130
- Rav Shlomo — circa 1130 - circa 1160
- Rav Shmouel ben Ali — circa 1160 - circa 1198 ; contemporain de Moïse Maïmonide, il accusa celui-ci de ne pas croire à la résurrection des morts
- Rav Zekharia ben Berakhel — circa 1198
- Rav Elazar ben Hillel ben Pehad — circa 1198 - circa 1201
- Rav Daniel ben Elazar ben Hibat Allah — circa 1201 - 1209
- Rav Hibat Allah ben Avi Alarbiya — 1209
- Rav Yitzhak HaCohen ben Al'oni — circa 1210 - circa 1220
- Rav Yitzhak ben Israël ben Alshwi'h — circa 1220 - 8 janvier 1248
- Rav Daniel HaCohen ben Shmouel ben Avi Alarbiyah — 1248 - 1251
- Rav Ali ben Zekharia — 1251 - circa 1288
- Rav Shmouel HaCohen ben Daniel — circa 1288